# Pat Parker
Pat Parker (* 20. Januar 1944; † 19. Juni 1989 in Houston, Texas) war eine afroamerikanische feministische Dichterin.

## Leben
Parker wuchs in ärmlichen Verhältnissen als jüngste von vier Töchtern in Third Ward in Houston, Texas auf. Sie lebte im Stadtteil Crossing Press, in dem hauptsächlich Schwarze wohnten. Ihre Mutter Marie Louise, geborene Anderson, arbeitete als Haushaltshilfe, ihr Vater Ernest Nathaniel Cooks erneuerte Autoreifen. Als Parker vier Jahre alt war, zog die Familie nach Sunnyside in Houston, Texas. Im Alter von 17 Jahren zog Parker nach Los Angeles, wo sie ihr Grundstudium absolvierte. Sie schloss ihr Studium am San Francisco State College ab. 1962 heiratete sie den Dramatiker Ed Bullins. Nach vier Jahren trennte sich das Paar. Parker beschrieb ihren Mann als körperlich gewalttätig und sagte, sie habe Todesangst vor ihm gehabt. In zweiter Ehe war sie mit dem Schriftsteller Robert F. Parker verheiratet, fand aber bald heraus, dass die Idee einer Ehe für sie nicht funktionierte. Ab den späten 1960er Jahren lebte Parker lesbisch, wozu sie sich in einem Interview von 1974 folgendermaßen äußerte: „Nach meiner ersten Beziehung mit einer Frau wusste ich wo ich hin wollte.“ Parker starb 1989 im Alter von 45 Jahren an Brustkrebs. Sie hinterließ ihre langjährige Partnerin und zwei Töchter.

## Arbeit und Aktivismus
Parker trug 1963 in Oakland erstmals ihre Gedichte öffentlich vor. Ab 1986 las sie regelmäßig vor Frauengruppen in Frauenbuchläden, Cafés und bei feministischen Events. 1972 erschien ihre erste Gedichtsammlung mit dem Titel Child of Myself. 1972 schloss sie sich dem Women’s Press Collective an, das ihr Erstlingswerk neu verlegte und auch 1973 ihr zweites Buch, Pit Stop, herausbrachte. Beide Bücher verkauften sich so gut, dass sie nachgedruckt werden mussten.
1976 nahmen Pat Parker und Judy Grahn für das feministische Label Olivia Records das Spoken-Word-Album Where would I Be Without You? auf. 1978 erschien Pat Parkers Gedichtsammlung Movement in Black. 1985 veröffentlichte sie ihren letzten Gedichtband mit dem Titel Jonestown & other Madness.
Parkers Gedichte haben meist erzählerischen Charakter und knüpfen mit ihrer Frage- und Antwortstruktur an mündliche Traditionen der Arbeiterklasse und der Schwarzen in den USA an. In einem Interview sagte Parker, sie wolle Lyrik und gesprochene Sprache zusammen bringen, um etwas Bewegendes, Starkes zu kreieren. Inhaltlich geht es in Parkers Texten um Bürgerrechte, den Vietnamkrieg und lesbische Lust und Liebe. Immer wieder fordern ihre Texte Weiße und Männer dazu auf, ihre eigenen Privilegien zu hinterfragen.
Ihre Dichterkollegin und Freundin Judy Grahn beschrieb Pat Parker als „die führende Stimme und Sprecherin der fortlaufenden Tradition schwarzer Lyrik“. Ihre Literatur sei derart gestaltet, dass sie sowohl die schwarze Community als auch die Frauen auf ihre prekäre Lage als nicht-weiß, nicht-männlich, nicht-heterosexuell in einer rassistischen, frauenfeindlichen, homophoben und imperialistischen Kultur hinweise. Clare sagte, Parker verdeutliche die schwarze lesbisch-feministische Perspektive auf die Liebe zwischen Frauen unter Umständen, welche Intimität und Befreiung verhindern.
1969 lernte Pat Parker die Schriftstellerin Audre Lorde kennen, bis zu Parkers Tod 1989 besuchten die Frauen sich gegenseitig und schrieben sich Briefe. Pat Parker inspirierte auch andere, zum Beispiel die feministische lesbische Blues-Sängerin Nedra Johnson, deren Song Where Will You Be?, die Vertonung eines Pat-Parker-Gedichts, als eine Art feministische Hymne der USA gilt.
Parker gehörte der Black Panther Bewegung an, 1979 ging sie mit den Varied Voices of Black Women auf Tour. Zu der Dichterinnen- und Musikerinnengruppe gehörten auch Linda Tillery, Mary Watkins und Gwen Avery. Parker gründete den Black Women’s Revolutionary Council (deutsch: Revolutionärer Rat Schwarzer Frauen) und war an der Gründung des Frauenpressekollektivs Women’s Press Collective beteiligt. Außerdem engagierte sie sich als Aktivistin in schwul-lesbischen Organisationen. Von 1978 bis 1987 arbeitete sie als medizinische Koordinatorin im feministischen Gesundheitszentrum für Frauen in Oakland.

## Ehrungen
Die Pat Parker/Vito Russo Center Library, eine Bibliothek in New York, wurde nach Pat Parker und ihrem Autorenkollegen Vito Russo benannt. Der „Pat Parker Place“ in Chicago ist ein nach ihr benanntes Bürgerzentrum. Außerdem wird jährlich der Pat Parker Poetry Award für nicht reimgebundene Lyrik, erzählende Lyrik und dramatische Monologe von schwarzen lesbischen Autorinnen verliehen.

## Veröffentlichungen

### Bücher
- Child of Myself. Women’s Press Collective, Oakland 1972.
- Pit Stop. Women’s Press Collective, Oakland 1973.
- Womanslaughter. Diana Press, Oakland 1978.
- Movement in Black: The Collected Poetry of Pat Parker, 1961–1978. Mit Texten aus Child of Myself und Pit Stop, einem Vorwort von Audre Lorde und einer Einführung von Judy Grahn. Diana Press, Oakland 1978. Erweiterte Ausgabe mit einer Einführung von Cheryl Clarke: Firebrand Books, Ithaca NY 1999.
- Jonestown & Other Madness. Firebrand Books, Ithaca NY 1985.

### Artikel
Pat Parker veröffentlichte Texte unter anderem in
- Plexus
- Amazon Poetry
- I Never Told Anyone
- Home Girls
- This Bridge Called My Back: Writings by Radical Women of Color, herausgegeben von Cherríe Moraga and Gloria Anzaldúa, Women of Color Press, 1981

### Nicht-Fiktionales
- Unleashing Feminism: Critiquing Lesbian Sadomasochism in the Gay Nineties (1993) (mit Anna Livia Julian Brawn und Kathy Miriam)

### Ausgewählte Anthologien
- Where Would I Be Without You? The Poetry of Pat Parker and Judy Grahn. 1976 Schallplatte Olivia Records
- Lesbian Concentrate. Schallplatte 1977 Olivia Records
- Revolution: It’s Not Neat or Pretty or Quick. This Bridge Called My Back Cherríe Moraga und Gloria Anzaldúa, eds. Persephone Press, Watertown, Massachusetts 1981.